# Meester van de Vitae Imperatorum

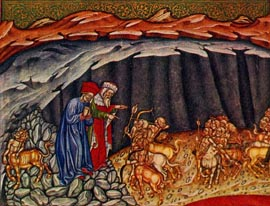
Dante en Vergilius met Kentauren, ca. 1440, Bibliotheek Imola

De Meester van de Vitae Imperatorum was een Lombardische miniaturist die actief was  in Milaan omstreeks het tweede kwart van de 15e eeuw. Deze anonieme kunstenaar kreeg zijn noodnaam naar de Latijnse codex Vitae imperatorum van Gaius Suetonius Tranquillus, vertaald naar het Italiaans door Pier Candido Decembrio voor Filippo Maria Visconti in 1431, waarvoor hij de verluchting realiseerde. Het werk wordt nu bewaard in de BnF als Ms. Ital. 131.
De Meester van de Vitae Imperatorum zou de leiding gehad hebben van een bloeiend Milanees atelier dat belangrijke opdrachten voor de hertog van Milaan uitvoerde tussen 1412 en 1447. Voor Filippo Maria Visconti produceerde hij een Inferno, van Dante, nu gedeeltelijk bewaard in de Bnf als Ital. 2017. Voor Maria van Savoye produceerde hij een breviarium tussen 1431 en 1438. Dit handschrift wordt nu bewaard in de Bibliotheek van Chambéry als MSS C4. Ook een stel Ambrosiaanse antifonaria, bewaard in de capitulaire bibliotheek van de kathedraal van San Lorenzo in Voghera zijn van zijn hand.
Recentelijk werden nog twee werken van de meester ontdekt in de Vaticaanse Bibliotheek de lat. 171 en de lat. 7636.

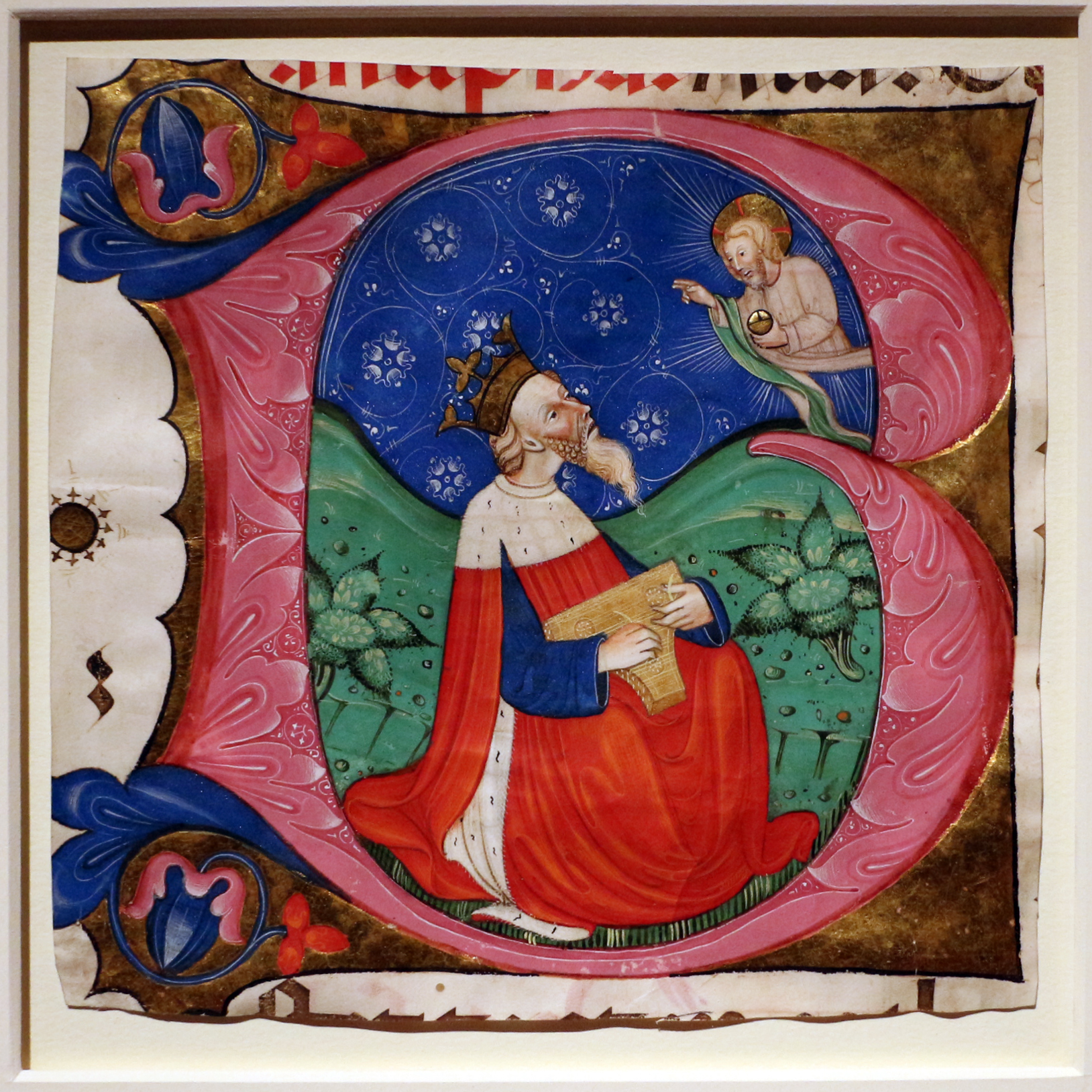
Koning David in B-initiaal, ca. 1440, Cleveland Museum of Art

Deze meester werkte in een laatgotische stijl met een levendig pallet en duidelijke kleurcontrasten. Zijn stijl kwam voort uit de verfijnde Lombardische artistieke expressie van het laatste kwart van de veertiende eeuw, gedomineerd door Giovannino de' Grassi en Michelino da Besozzo. Zijn tekeningen en figuren zijn krachtig en zeer kenmerkend zijn de uitgemergelde en getekende gezichten van lijdende mensen zoals in de illustraties van de hel in het Inferno, gedeeltelijk bewaard in de Bnf in Parijs; het andere deel bevindt zich in de gemeentelijke bibliotheek van Imola (nr. 32).
Hoogst waarschijnlijk werkte meester Olivetano, ook Girolamo de Milano genoemd, in hetzelfde atelier en de beide meesters werden lange tijd met elkaar verward. Het werk van beide kunstenaars werd beïnvloed door Pisanello.
- Gemeinsame Normdatei: 123577365
- International Standard Name Identifier: 0000 0004 4887 7813
- Library of Congress Control Number: nr00002774
- Union List of Artist Names: 500007320
- Virtual International Authority File: 69838853